# 배경 이야기
영어인 Back-story라는 말을 해석한 "뒷이야기"는 배경 설화(Background story)라는 말을 축약한 형태의 신조어이다. 영어로 'back story'와 'back-story'는 둘 다 사용 가능하다. 뒷이야기는 오늘날 컴퓨터 게임과 영화와 같은 픽션 및 신문 기사와 같은 논픽션에 자주 나타나며, 배경이 되는 내용을 말한다.

## 픽션에서의 뒷이야기

### 게임
주로 롤플레잉 게임에서 등장하는 인물의 뒷이야기를 대개 (그, 그녀의) 배경이라고 한다. 1인칭 슈팅 게임 바이오쇼크는 게임 상에 등장하는 라디오를 통해 "랩처"라는 도시가 몰락한 이유 등의 뒷이야기를 들을 수 있다.

## 같이 보기
- 성격화
- 플래시백 (이야기)
- 기원 이야기
- 프리퀄

## 참고 문헌
1. Card, Orson Scott (1988). 《Character & Viewpoint》. 오하이오주 신시내티: Writer's Digest Books. ISBN 0-89879-307-6.